# 4-я кавалерийская дивизия (вермахт)
4-я кавалерийская дивизия (нем. 4. Kavallerie-Division) — соединение Вермахта во время нацистской Германии. Создана на основе 4-й кавалерийской бригады.

## История дивизии
4-я кавалерийская дивизия была наследницей 4-й кавалерийской бригады, которую создало Верховное командование сухопутных войск (ОКХ) 15 февраля 1944 на Восточном фронте из уже существующих кавалерийских полков «Север», «Центр», «Юг» и других частей.
Вновь образованная 4-я кавалерийская бригада использовалась в 1944 году в центральной части восточного фронта против советского летнего наступления и понесла значительные потери. После краткого отдыха, в августе, 4-я кавалерийская бригада заняла оборонительную позицию в области Западного Буга и Нарева. В декабре она была передислоцирована в район озера Балатон, Венгрия и участвовала в попытках деблокировать окруженную немецкую будапештскую группировку.
23 февраля 1945 года 4-я кавалерийская бригада, без дополнительного усиления, была переименована в 4-ю кавалерийскую дивизию. В марте 1945 года дивизия приняла участие в наступлении вермахта «Весеннее пробуждение». После провала наступления, дивизия отступила в Австрию и капитулировала в районе Граца.
Дивизия, с начала её существования, всегда воевала вместе с 3-й кавалерийской дивизией в составе 1-го кавалерийского корпуса.

## Состав дивизии
| 4-я кавалерийская бригада 4-я кавалерийская дивизия                                 |
| ----------------------------------------------------------------------------------- |
| - 5-й кавалерийский полк имени Фельдмаршала фон Макензена - 41-й кавалерийский полк |
| - 870-й артиллерийский полк                                                         |
| - 4-й тяжелый кавалерийский батальон                                                |
| - 70-й танковый разведывательный батальон                                           |
| - 70-й батальон штурмовых орудий                                                    |
| - 70-й кавалерийский батальон связи                                                 |
| - 70-й охранный батальон                                                            |
| - 70-й саперный эскадрон                                                            |

## Командиры

### 4-я кавалерийская бригада
- Полковник фрайхерр фон Вольф
- Полковник фон Норденшельд

### 4-я кавалерийская дивизия
- Генерал-лейтенант Рудольф Хольсте — 28 февраля — 24 марта 1945
- Генерал-лейтенант Гельмут фон Грольман — 24 марта — 8 мая 1945

## Награды
| Имя                         | Награда                                                      | Дата            | Звание                 | Подразделение                                                  |
| --------------------------- | ------------------------------------------------------------ | --------------- | ---------------------- | -------------------------------------------------------------- |
| Хольсте, Рудольф            | Рыцарский крест Железного креста с Дубовыми листьями (№ 561) | 27 августа 1944 | Полковник              | командир 4-й кавалерийской бригады                             |
| граф фон Плеттенберг, Георг | Рыцарский крест Железного креста с Дубовыми листьями (№ 730) | 5 февраля 1945  | Ротмистр               | командир 4-го тяжелого кавалерийского дивизиона                |
| Хенке, Гюнтер               | Рыцарский крест Железного креста                             | 6 октября 1944  | Лейтенант              | командир взвода 7-го эскадрона 41-го кавалерийского полка      |
| Вейнрейх, Фриц              | Рыцарский крест Железного креста                             | 17 марта 1945   | Унтер-офицер           | командир взвода 4-го эскадрона 41-го кавалерийского полка      |
| Вонде, Херманн              | Рыцарский крест Железного креста                             | 23 марта 1945   | Лейтенант              | командир 6-го эскадрона 41-го кавалерийского полка             |
| Буллингер, Герберт          | Рыцарский крест Железного креста                             | 1 февраля 1945  | Ротмистр               | командир 2-го дивизиона 5-го кавалерийского полка              |
| Шписс, Якоб                 | Рыцарский крест Железного креста                             | 15 августа 1944 | Лейтенант резерва      | командир эскадрона в 5-м кавалерийском полку                   |
| граф фон Плеттенберг, Георг | Рыцарский крест Железного креста                             | 12 августа 1944 | Ротмистр               | командир 4-го тяжелого кавалерийского дивизиона                |
| Зоннтаг, Карл-Генрих        | Рыцарский крест Железного креста                             | 4 октября 1944  | Обер-лейтенант резерва | командир 1-го эскадрона 4-го тяжелого кавалерийского дивизиона |

## Известные члены дивизии
- Рудольф Хольсте (нем. Rudolf Holste 9 апреля 1897 — 4 декабря 1970) — немецкий офицер, участник Первой и Второй мировых войн, генерал-лейтенант, кавалер Рыцарского креста Железного креста с Дубовыми листьями.